# David S. Palmer Arena
David S. Palmer Arena är en inomhusarena i den amerikanska staden Danville i delstaten Illinois. Den började byggas den 17 augusti 1978 och öppnades för allmänheten den 20 september 1980 och fick namnet Danville Civic Center, i ett senare skede blev den namngiven efter Danvilles dåvarande borgmästare David S. Palmer som var instrumental i byggandet av just arenan. Den har en publikkapacitet på mellan 2 350 och 4 750 åskådare beroende på arrangemang.
Inomhusarenan har använts som hemmaarena för olika ishockeylag som bland annat Danville Wings som spelade i den mellan 1994 och 2004, när de spelade i North American Hockey League (NAHL) och United States Hockey League (USHL).